# Lipomyces kononenkoae
Lipomyces kononenkoae är en svampart som beskrevs av Nieuwdorp, P. Bos & Slooff 1974. Lipomyces kononenkoae ingår i släktet Lipomyces och familjen Lipomycetaceae.   Inga underarter finns listade i Catalogue of Life.